# Osteoglossiformes
El orden de los Osteoglossiformes (gr. "lenguas huesudas") es un orden relativamente primitivo de peces con espinas con dos subórdenes: Osteoglossoidei y Notopteroidei; todos de agua dulce.
Sus miembros son notables por tener lenguas huesudas o dientudas, y parte posterior del tracto gastrointestinal pasando a la izquierda del esófago y del estómago (en todos los demás peces es por la derecha).
Una especie, la arapaima (Arapaima gigas), puede crecer enormemente, con especímenes de 45 dm de longitud.
Los "ojos de luna" (Hiodontidae) frecuentemente se clasifican aquí, pero deberían estar en un orden separado Hiodontiformes.
En la frontera selvática de Colombia y Brasil se hace actualmente una pesca desmesurada de Osteoglossum bicirrhosum, conocida como araguana, arahuana o arawana. En su libro Apaporis, viaje a la última selva, Alfredo Molano y Maria Constanza Ramírez describen cómo se efectúa la pesca ilegal de esta especie y el desconocimiento que existe en cuanto a la comercialización de sus alevines.

## Subdivisión
Familia Mormyridae
- Subfamilia Mormyrinae
  - Boulengeromyrus Taverne & Géry, 1968
  - Brienomyrus Taverne, 1971
  - Campylomormyrus Bleeker, 1874
  - Cyphomyrus Pappenheim, 1906
  - Genyomyrus Boulenger, 1898
  - Gnathonemus Gill, 1863
  - Heteromormyrus Steindachner, 1866
  - Hippopotamyrus Pappenheim, 1906
  - Hyperopisus Gill, 1862
  - Isichthys Gill, 1863
  - Ivindomyrus Taverne & Géry, 1975
  - Marcusenius Gill, 1862
  - Mormyrops J. P. Müller, 1843
  - Mormyrus Linnaeus, 1758
  - Myomyrus Boulenger, 1898
  - Oxymormyrus Bleeker, 1874
  - Paramormyrops Taverne, Thys van den audenaerde& Heymer, 1977
  - Pollimyrus Taverne, 1971
  - Stomatorhinus Boulenger, 1898
- Subfamilia Petrocephalinae
  - Petrocephalus Marcusen, 1854

Familia Notopteridae
- Género Chitala Fowler, 1934
  - Chitala blanci (d'Aubenton, 1965)
  - Chitala borneensis (Bleeker, 1851)
  - Chitala chitala (F. Hamilton, 1822) (Pez navaja payaso)
  - Chitala hypselonotus (Bleeker, 1852)
  - Chitala lopis (Bleeker, 1851)
  - Chitala ornata (J. E. Gray, 1831)
- Género Notopterus Lacépède, 1800
  - Notopterus notopterus (Pallas, 1769)
- Género Papyrocranus Greenwood, 1963
  - Papyrocranus afer (Günther, 1868) (Pez navaja moteado)
  - Papyrocranus congoensis (Nichols & La Monte, 1932)
- Género Xenomystus Günther, 1868
  - Xenomystus nigri (Günther, 1868) (Pez navaja africano)

Familia  Arapaimidae
- - Género Arapaima
    - Arapaima o pirarucú, Arapaima gigas (Cuvier, 1829)

  - Género Heterotis
    - Heterotis niloticus (Cuvier, 1829)

Familia Osteoglossidae
- - Género Osteoglossum (Cuvier, 1829)
    - Osteoglossum bicirrhosum (Cuvier, 1829)
    - Osteoglossum ferreirai Kanazawa, 1966

  - Género Scleropages
    - Scleropages aureus (Pouyad, Sudarto & Teugels, 2003)
    - Scleropages formosus (Schlegel & Müller, 1844)
    - Scleropages jardinii ‡ (Saville-Kent, 1892)
    - Scleropages legendrei (Pouyad, Sudarto & Teugels, 2003)
    - Scleropages leichardti ‡ Günther, 1864
    - Scleropages macrocephalus (Pouyad, Sudarto & Teugels, 2003)
- Pantodontidae
- Pantodon
- Pantodon buchholzi